# Pôle France
Pour les articles homonymes, voir CNE.
L'expression pôle France est utilisée pour désigner, dans un sport donné, une structure d'entraînement de haut niveau, labellisée par le ministère français des sports. On parle aussi de Centre national d'entraînement (CNE) ou de pôle d'excellence.
Il peut exister un équivalent pour les plus jeunes, appelé pôle espoirs.

## Exemples
- Pôle France féminin de football
- Pôle France masculin de rugby à XV
- Pôle France masculin de basket-ball
- Pôle France féminin de basket-ball